# Гіллсдейл (Іллінойс)
Гіллсдейл (англ. Hillsdale) — селище (англ. village) в США, в окрузі Рок-Айленд штату Іллінойс. Населення — 417 осіб (2020).

## Географія
Гіллсдейл розташований за координатами 41°36′38″ пн. ш. 90°10′34″ зх. д. / 41.61056° пн. ш. 90.17611° зх. д. (41.610685, -90.175983).  За даними Бюро перепису населення США в 2010 році селище мало площу 2,03 км², з яких 1,95 км² — суходіл та 0,08 км² — водойми. В 2017 році площа становила 1,75 км², з яких 1,67 км² — суходіл та 0,08 км² — водойми.

## Демографія
Згідно з переписом 2010 року, у селищі мешкали 523 особи в 211 домогосподарстві у складі 149 родин. Густота населення становила 258 осіб/км².  Було 238 помешкань (117/км²).
Расовий склад населення:
| - 95,4 % — білих - 0,6 % — чорних або афроамериканців - 0,2 % — корінних американців - 1,1 % — осіб інших рас |

До двох чи більше рас належало 2,7 %. Частка іспаномовних становила 5,0 % від усіх жителів.
За віковим діапазоном населення розподілялося таким чином: 25,2 % — особи молодші 18 років, 61,8 % — особи у віці 18—64 років, 13,0 % — особи у віці 65 років та старші. Медіана віку мешканця становила 37,5 року. На 100 осіб жіночої статі у селищі припадало 109,2 чоловіків;  на 100 жінок у віці від 18 років та старших — 102,6 чоловіків також старших 18 років.
Середній дохід на одне домашнє господарство  становив 52 145 доларів США (медіана — 46 000), а середній дохід на одну сім'ю — 58 687 доларів (медіана — 47 125). За межею бідності перебувало 10,6 % осіб, у тому числі 13,4 % дітей у віці до 18 років та 4,2 % осіб у віці 65 років та старших.
Цивільне працевлаштоване населення становило 250 осіб. Основні галузі зайнятості: виробництво — 31,6 %, транспорт — 16,0 %, науковці, спеціалісти, менеджери — 10,0 %, освіта, охорона здоров'я та соціальна допомога — 8,8 %.